# کریشان (موسیقی‌دان)
ناتاشا گیل زولت (به انگلیسی: Natassia Gail Zolot؛ زادهٔ ۲۴ سپتامبر ۱۹۸۹) که بیشتر با نام هنری کریشان (به انگلیسی: Kreayshawn) شناخته می‌شود، رپر، خواننده و کارگردان موزیک ویدئویی آمریکایی اهل اوکلند، کالیفرنیا می‌باشد. وی در در سال ۲۰۱۱، در حالی که به‌عنوان عضوی از یک گروهٔ رپ همراه با دوستانش فعالیت می‌کرد، موزیک ویدئوی نخستین تک‌آهنگ خود را با نام «گوچی گوچی» را منتشر نمود که وایرال شد.

## اوایل زندگی
ناتاشا زولت در ۲۴ سپتامبر سال ۱۹۸۹ در سان فرانسیسکو چشم بر جهان گشود. او یهودی است و از نسل سوم روس-آمریکایی‌ها محسوب می‌شود. مادرش، الکا زولت، عضوی از گروه گاراژ پانک سان فرانسیسکو به نام ترش‌وومن بود. کریشان به اوکلند شرقی نقل مکان کرد و در سن ۱۰ سالگی اولین دوربین ویدیوئی خود را به‌دست گرفت، که از آن پس شروع به مستندسازی رپ‌های خود و فیلم‌هایی دربارهٔ خودش و زندگی روزمره‌اش کرد.